# Antón Kotkov
Antón Serguéyevich Kotkov –en ruso, Антон Сергеевич Котков– (Petrozavodsk, 20 de abril de 1990) es un deportista ruso que compite en taekwondo. Ganó dos medallas en el Campeonato Mundial de Taekwondo, plata en 2017 y bronce en 2013, ambas en la categoría de –80 kg.

## Palmarés internacional
| Campeonato Mundial | Campeonato Mundial   | Campeonato Mundial | Campeonato Mundial |
| Año                | Lugar                | Medalla            | Categoría          |
| ------------------ | -------------------- | ------------------ | ------------------ |
| 2013               | Puebla (México)      | Medalla de bronce  | –80 kg             |
| 2017               | Muju (Corea del Sur) | Medalla de plata   | –80 kg             |